# Fernando Amorebieta
Fernando Amorebieta est un joueur de football espagnol et vénézuélien, né le 29 mars 1985 à Cantaura (Venezuela). Ses parents sont originaires de Iurreta, situé dans la Communauté autonome du Pays basque. Fernando Amorebieta évolue actuellement au Cerro Porteño au poste de défenseur.

## Carrière

### En club
Il fait ses débuts en équipe première en 2005-2006, devenant un titulaire indiscutable au cours des saisons suivantes.
Amorebieta joue 47 matchs officiels en 2009-2010, l'Athletic Bilbao atteignant les 16èmes de finale de la Ligue Europa, ainsi qu'une 8e place en Liga.
Le 16 avril 2013, Amorebieta signe pour 4 ans à Fulham, qu'il rejoindra sans indemnités de transfert à compter de la saison 2013-2014.
Le 25 mars il est prêté à Middlesbrough, club auquel il est prêté de nouveau le 28 août 2015.
En janvier 2019, il signe en faveur du Cerro Porteño.

### En sélection
Après avoir remporté, l'Euro des moins de 19 ans avec l'Espagne en 2004, il choisit d'évoluer avec le Venezuela en 2006.
Il fait finalement ses débuts avec le Venezuela lors d'une défaite 1-0 contre l'Argentine le 2 septembre 2011. Un mois plus tard, il marque son premier but lors d'une victoire 1-0 contre le même adversaire.

#### Buts internationaux
| 0   | Date            | Lieu                                                       | Compétition                       | Résultat | Adversaire | Détail | Détail     | Détail | Sél. |
| --- | --------------- | ---------------------------------------------------------- | --------------------------------- | -------- | ---------- | ------ | ---------- | ------ | ---- |
| 1er | 11 octobre 2011 | Estadio José Antonio Anzoátegui, Puerto La Cruz, Venezuela | Éliminatoires Coupe du monde 2014 | V 1-0    | Argentine  | 61e    | de la tête | 1-0    | 2e   |

## Clubs successifs
- 2003-2004 : CD Baskonia  Espagne
- 2004-2006 :  Bilbao Athletic  Espagne
- 2006-2013 : Athletic Club  Espagne[4],[5]
- 2013-	juill. 2016 : Fulham  Angleterre
  - mars 2015-mai 2015 : Middlesbrough  Angleterre (prêt)
  - août 2015-jan. 2016 : Middlesbrough  Angleterre (prêt)
- juill. 2016-juill. 2017 : Sporting de Gijón  Espagne
- juill. 2017-jan. 2019 : CA Independiente  Argentine
- depuis jan. 2019 : Cerro Porteño  Paraguay

## Palmarès

### En club
| Athletic Bilbao - Copa del Rey - Finaliste en 2009 et 2012 - Ligue Europa - Finaliste en 2012 |  | CA Independiente - Copa Sudamericana - Vainqueur en 2017 |

### En sélection
| Espagne -19 ans - Championnat d'Europe des moins de 19 ans - Vainqueur en 2004 |